# Geranomyia snyderi
Geranomyia snyderi là một loài ruồi trong họ Limoniidae. Chúng phân bố ở miền Australasia.